# Liste der Kulturdenkmäler in Rodenbach bei Puderbach
In der Liste der Kulturdenkmäler in Rodenbach bei Puderbach sind alle Kulturdenkmäler im Ortsteil Udert der rheinland-pfälzischen Ortsgemeinde Rodenbach bei Puderbach aufgeführt. In den Ortsteilen Neitzert und Rodenbach sind keine Kulturdenkmäler ausgewiesen. Grundlage ist die Denkmalliste des Landes Rheinland-Pfalz (Stand: 9. Februar 2023).

## Einzeldenkmäler
| Bezeichnung | Lage                   | Baujahr         | Beschreibung | Bild            |
| ----------- | ---------------------- | --------------- | --- | --------------- |
| Hofanlage   | Friedrichstraße 3 Lage | 17. Jahrhundert | Fachwerkhaus, teilweise massiv und verschiefert, 17. Jahrhundert; Gesamtanlage mit Fachwerkscheune, teilweise massiv, 18. oder 19. Jahrhundert | Fotos hochladen |